# Another Love
Singles de Tom Odell
Hold Me
(2013) Grow Old with Me
(2013)
Another Love est une chanson du chanteur compositeur britannique Tom Odell, sortie en single le 17 juin 2013 et parue sur son premier EP, Songs from Another Love, en 2012.

## Historique
C'est également le troisième single de son album studio Long Way Down (2013). La chanson a d'abord été publiée en tant que single promotionnel en octobre 2012, puis rééditée au Royaume-Uni en tant que téléchargement digital le 17 juin 2013.
La chanson a atteint le dixième rang dans le UK Singles Chart le 29 juin 2013. Elle a également été utilisée dans l'épisode « Souvenirs perdus » de la saison 6 de la série Journal d'un vampire.
En octobre 2023, Another Love totalise près de deux milliards d’écoutes sur la plateforme de streaming Spotify, et près d'un milliard sur Youtube.

## Liste des pistes
| 1. | Another Love | 4:06 |

## Classement hebdomadaire
| Classement (2013)                       | Meilleure position |
| --------------------------------------- | ------------------ |
| Autriche (Ö3 Austria Top 40)            | 2                  |
| Belgique (Flandre Ultratop 50 Singles)  | 1                  |
| Belgique (Wallonie Ultratop 50 Singles) | 16                 |
| Tchéquie (IFPI Rádio)                   | 51                 |
| France (SNEP)                           | 11                 |
| Allemagne (Media Control AG)            | 11                 |
| Irlande (IRMA)                          | 24                 |
| Pays-Bas (Single Top 100)               | 6                  |
| Écosse (OCC)                            | 10                 |
| Suisse (Schweizer Hitparade)            | 24                 |
| Slovaquie (IFPI Rádio)                  | 18                 |
| Royaume-Uni (UK Singles Chart)          | 10                 |

## Certifications
| Pays   | Organisme | Certification |
| ------ | --------- | ------------- |
| France | SNEP      | Or            |